# Poniky
Poniky – wieś (obec) na Słowacji położona w kraju bańskobystrzyckim, w powiecie Bańska Bystrzyca.

## Historia
Pierwsze wzmianki o miejscowości pochodzą z roku 1282. W 1400 r. miejscowość uzyskała prawa miasteczka. Podstawą jej rozwoju stało się górnictwo, początkowo w XV w. złota, później rud srebra i miedzi, a od początku XVIII w. rud żelaza.
Od końca XVI w. miejscowość musiała płacić coroczną dań Imperium Osmańskiemu. Pomimo to 6 stycznia 1678 r. Turcy wtargnęli do Ponik, wielu mieszkańców wymordowali, ok. 300 (mężczyzn, kobiet i dzieci) uprowadzili w jasyr, a miejscowość spalili. Pamięć o tym wydarzeniu przechowała się długo w miejscowej pamięci. Jeszcze w połowie XIX w. opowieść usłyszał Samo Chalupka, który przedstawił ją w poemacie „Turčín Poničan” (w zbiorze wierszy pt. „Spevy”, wyd. 1868).
Dzięki wydobyciu rud żelaza na początku XVIII w. powstał w Ponickej Hucie wielki piec oraz kuźnica (hamernia). Niestety, działalność hutnicza zakończyła się w XIX w. wraz z wyczerpaniem się złóż rudy. Mieszkańcy zajęli się w większym stopniu uprawa roli, pasterstwem i pracą w lasach.

## Demografia
Według danych z dnia 31 grudnia 2010, wieś zamieszkiwało 1590 osób, w tym 819 kobiet i 771 mężczyzn.
W 2001 roku rozkład populacji względem narodowości i przynależności etnicznej wyglądał następująco:
- Słowacy – 97,36%
- Czesi – 0,39%
- Romowie – 0,64%
- Rusini – 0,32%
- Ukraińcy – 0,06%
- Węgrzy – 0,06%